# 878
Évszázadok: 8. század – 9. század – 10. század
Évtizedek: 820-as évek – 830-as évek – 840-es évek – 850-es évek – 860-as évek – 870-es évek – 880-as évek – 890-es évek – 900-as évek – 910-es évek – 920-as évek
Évek: 873 – 874 – 875 – 876 –  877 – 878 – 879 – 880 – 881 – 882 – 883

## Események

### Európa
- Bernát, Barcelona, Girona, Gothia és Septimania grófja fellázad Hebegő Lajos nyugati frank király ellen. A király pártján lévő Szőrös Wilfred urgelli gróf legyőzi Bernátot, akitől minden birtokát elkobozzák. Wilfred megkapja Barcelonát és Gironát; fivére, Miró pedig Rousillont.
- VIII. János pápa Troyes-ban ismételten királlyá koronázza Hebegő Lajost.
- VIII. János visszavonja Formosus portói bíboros kiátkozását, azzal a feltétellel, hogy soha nem tér vissza Rómába.
- A szicíliai szaracénok kilenc hónapnyi ostrom után elfoglalják Siracusát és elpusztítják a várost.
- III. Alfonz asztúriai király elfoglalja a móroktól Coimbrát.
- Meggyilkolják Adelchis beneventói herceget. Utódja unokaöccse, Guaifer.
- Zdeslav volt horvát fejedelem bizánci segítséggel visszatér a száműzetésből és az őt elűző Domagoj fiának hatalmát megdöntve visszaszerzi trónját.
- Először említik Belgrádot.
- Januárban a vikingek meglepetésszerűen megtámadják a Chippenhamban karácsonyozó Alfréd wessexi királyt. Kíséretét lemészárolják, a királynak alig sikerül elmenekülnie, a mocsarakban bujkálva szervezi meg az ellentámadást.
- Májusban, összegyűjtve híveit Somersetből, Wiltshire-ből és Hampshire-ből, Alfréd az edingtoni csatában legyőzi a vikingeket, beszorítja őket Chippenhamba és csak úgy engedi el őket, hogy vezérük, Guthrum megkeresztelkedik. Guthrum ezután visszatér Kelet-Angliába, ahol királyként uralkodik.
- A yorki vikingek egyik vezére, Ubba Ragnarsson (Ragnar Lodbrok fia) 23 hajóval megtámadja a somerseti Canningtont. A helyi gróf, Odda meglepetésszerűen megtámadja az erődöt ostromló vikingeket és megöli Ubbát.
- Rhodri Mawr, a Wales nagy részét egyesítő gwyneddi király elesik a merciaiak ellen vívott csatában. Utóda fia, Anarawd ap Rhodri.
- Áed mac Cináeda pikt királyt megöli riválisa, Giric mac Dúngail.

### Abbászida Kalifátus
- Ahmad ibn Túlún egyiptomi kormányzó (al-Mutamid kalifa támogatásával és fivére, a tényleges hatalmat a kezében tartó al-Muvaffak tiltakozása ellenére) a bizánci veszélyre hivatkozva átveszi az uralmat Szíriában és bevonul Damaszkuszba.
- Dél-Mezopotámiában a zandzs felkelők elfoglalják Vászitot.

## Születések
- Clunyi Odó, a clunyi kolostor második apátja

## Halálozások
- Adelchis, beneventói herceg
- Áed mac Cináeda, pikt király
- Anastasius Bibliothecarius, ellenpápa
- Rhodri Mawr, gwyneddi király
- Ubba Ragnarsson, viking vezér

## Fordítás
- Ez a szócikk részben vagy egészben  a(z)   878 című angol Wikipédia-szócikk ezen változatának fordításán alapul.  Az eredeti cikk szerkesztőit annak laptörténete sorolja fel. Ez a jelzés csupán a megfogalmazás eredetét és a szerzői jogokat jelzi, nem szolgál a cikkben szereplő információk forrásmegjelöléseként.